# Chuck Liddell
Charles David Liddell (Santa Barbara, 17 de dezembro de 1969) é um ex-lutador estadunidense de artes marciais mistas (MMA). Lutador do Ultimate Fighting Championship, tendo sido campeão na categoria meio-pesado durante muito tempo, sendo o segundo lutador que mais defendeu seu cinturão nessa categoria atrás do outro americano Tito Ortiz, e é considerado um dos maiores trocadores da história do UFC, sendo o segundo maior nocauteador e o segundo que mais aplicou knockdown no evento. Começou treinando Karate Kenpo e Wrestling no colegial, depois entrando para o mundo do Kickboxing e finalmente no MMA.

## Biografia
Chuck Liddell começou no MMA em 98. Desde então, vem escrevendo seu nome na história do esporte e sendo cotado como um dos melhores de todos os tempos em sua categoria (Meio-Pesado). Conhecido pelo seu poder de nocaute, Chuck é praticante de Wrestling, karate e kickboxing.
Liddell é um dos mais respeitados lutadores da história do MMA e ficou conhecido como The Iceman(Homem de Gelo) por manter-se frio e não demonstrar medo ou nervosismo diante de qualquer que fosse o adversário. Derrotou nomes como Kevin Randleman, Wanderlei Silva, Alistair Overeem, Guy Mezger, Jeremy Horn, Renato Sobral, Tito Ortiz, Vítor Belfort e Randy Couture. Após defender seu cinturão por 4 vezes Liddell perdeu seu título do UFC no dia 26 de maio de 2007 para Quinton Jackson,este título valido pela categoria de meio-pesados. Após perder seu cinturão a carreira de Liddell entrou em declínio, perdendo 3 de suas últimas 4 lutas, sendo duas por nocaute.
No dia 18 de abril de 2009, o presidente Dana White anunciou que Liddell não mais lutaria, depois de perder para o brasileiro Mauricio Shogun no UFC 97, em Montreal, Canadá. Por conta de uma série de derrotas essa luta resolveria o futuro da carreira dele, caso ele vencesse. No entanto, Liddell ainda não se pronunciou oficialmente sobre sua aposentadoria, ao passo que Dana White ainda disse que as portas do UFC estão abertas caso Liddell queira lutar.
Após a luta contra Rich Franklin no UFC 115, Liddell diz que agora definitivamente iria abandonar o MMA Após ser nocauteado por Franklin quase no fim do 1 Round, assim encerrando sua carreira com uma derrota. Além do MMA Chuck Liddell também participou do videoclipe da música Rockstar da famosa banda Nickelback em 2005. No mesmo ano participou do filme Riot(Rebelião) interpretando o papel de um traficante russo.
Em 10 de julho de 2009, foi adicionado ao Hall da Fama do UFC.

## Cartel no MMA
| Cartel no MMA       |             |            |
| 30 lutas            | 21 vitórias | 9 derrotas |
| Por nocaute         | 13          | 7          |
| Por finalização     | 1           | 1          |
| Por decisão         | 7           | 1          |
| Por desqualificação | 0           | 0          |
| No contest          | 0           | 0          |

| Res.    | Cartel | Oponente          | Método                                  | Evento                                       | Data       | Round | Tempo | Local                         | Notas                                     |
| ------- | ------ | ----------------- | --------------------------------------- | -------------------------------------------- | ---------- | ----- | ----- | ----------------------------- | ----------------------------------------- |
| Derrota | 21-9   | Tito Ortiz        | Nocaute (socos)                         | Golden Boy Promotions: Liddell vs. Ortiz III | 24/11/2018 | 1     | 4:24  | Inglewood, Califórnia         | Retornou da aposentadoria.                |
| Derrota | 21-8   | Rich Franklin     | Nocaute (soco)                          | UFC 115: Liddell vs. Franklin                | 13/06/2010 | 1     | 4:57  | Vancouver, Columbia Britânica | Aposentou-se do MMA                       |
| Derrota | 21-7   | Maurício Rua      | Nocaute Técnico (socos)                 | UFC 97: Redemption                           | 18/04/2009 | 1     | 4:28  | Montreal, Quebec              |                                           |
| Derrota | 21-6   | Rashad Evans      | Nocaute (soco)                          | UFC 88: Breakthrough                         | 06/09/2008 | 2     | 1:51  | Atlanta, Geórgia              |                                           |
| Vitória | 21-5   | Wanderlei Silva   | Decisão (unânime)                       | UFC 79: Nemesis                              | 29/10/2007 | 3     | 5:00  | Las Vegas, Nevada             | Luta da Noite. Luta do Ano (2008)         |
| Derrota | 20-5   | Keith Jardine     | Decisão (dividida)                      | UFC 76: Knockout                             | 22/09/2007 | 3     | 5:00  | Anaheim, California           |                                           |
| Derrota | 20-4   | Quinton Jackson   | Nocaute (soco)                          | UFC 71: Liddell vs. Jackson                  | 26/05/2007 | 1     | 1:53  | Las Vegas, Nevada             | Perdeu o Cinturão Meio Pesado do UFC      |
| Vitória | 20-3   | Tito Ortiz        | Nocaute Técnico (socos)                 | UFC 66: Liddell vs. Ortiz                    | 30/12/2006 | 3     | 3:59  | Las Vegas, Nevada             | Defendeu o Cinturão Meio Pesado do UFC    |
| Vitória | 19-3   | Renato Sobral     | Nocaute Técnico (socos)                 | UFC 62: Liddell vs. Sobral                   | 26/08/2006 | 1     | 1:35  | Las Vegas, Nevada             | Defendeu o Cinturão Meio Pesado do UFC    |
| Vitória | 18-3   | Randy Couture     | Nocaute Técnico (socos)                 | UFC 57: Liddell vs. Couture 3                | 04/02/2006 | 2     | 1:28  | Las Vegas, Nevada             | Defendeu o Cinturão Meio Pesado do UFC    |
| Vitória | 17-3   | Jeremy Horn       | Nocaute Técnico (socos)                 | UFC 54 - Boiling Point                       | 20/08/2005 | 4     | 2:46  | Las Vegas, Nevada             | Defendeu o Cinturão Meio Pesado do UFC    |
| Vitória | 16-3   | Randy Couture     | Nocaute (socos)                         | UFC 52: Couture vs Liddell II                | 16/04/2005 | 1     | 2:06  | Las Vegas, Nevada             | Ganhou o Cinturão Meio Pesado do UFC      |
| Vitória | 15-3   | Vernon White      | Nocaute (socos)                         | UFC 49: Unfinished Business                  | 21/08/2004 | 1     | 4:05  | Las Vegas, Nevada             |                                           |
| Vitória | 14-3   | Tito Ortiz        | Nocaute (socos)                         | UFC 47: It's On!                             | 02/04/2004 | 2     | 0:38  | Las Vegas, Nevada             |                                           |
| Derrota | 13-3   | Quinton Jackson   | Nocaute Técnico (desistência do córner) | Pride Final Conflict 2003                    | 09/11/2003 | 2     | 3:10  | Tóquio                        | Semifinal do GP de Médios do Pride        |
| Vitória | 13-2   | Alistair Overeem  | Nocaute (socos)                         | Pride Total Elimination 2003                 | 10/08/2003 | 1     | 3:09  | Saitama                       | Quartas de Final do GP de Médios do Pride |
| Derrota | 12-2   | Randy Couture     | Nocaute Técnico (socos)                 | UFC 43: Meltdown                             | 06/06/2003 | 3     | 2:39  | Las Vegas, Nevada             | Pelo Cinturão Interino Meio-pesado do UFC |
| Vitória | 12-1   | Renato Sobral     | Nocaute (chute na cabeça)               | UFC 40: Vendetta                             | 15/02/2003 | 1     | 2:55  | Las Vegas, Nevada             |                                           |
| Vitória | 11-1   | Vitor Belfort     | Decisão (unânime)                       | UFC 37.5: As Real As It Gets                 | 22/06/2002 | 3     | 5:00  | Las Vegas, Nevada             |                                           |
| Vitória | 10-1   | Amar Suloev       | Decisão (unânime)                       | UFC 35: Throwdown                            | 11/02/2002 | 3     | 5:00  | Uncasville, Connecticut       |                                           |
| Vitória | 9-1    | Murilo Bustamante | Decisão (unânime)                       | UFC 33: Victory in Vegas                     | 28/09/2001 | 3     | 5:00  | Las Vegas, Nevada             |                                           |
| Vitória | 8-1    | Guy Mezger        | Nocaute (socos)                         | Pride 14: Clash of the Titans                | 27/05/2001 | 2     | 2:21  | Kanagawa                      |                                           |
| Vitória | 7-1    | Kevin Randleman   | Nocaute (socos)                         | UFC 31: Locked and Loaded                    | 04/05/2001 | 1     | 1:18  | Atlantic City, New Jersey     |                                           |
| Vitória | 6-1    | Jeff Monson       | Decisão (unânime)                       | UFC 29: Defense of the Belts                 | 06/12/2000 | 3     | 5:00  | Tóquio                        |                                           |
| Vitória | 5-1    | Steve Heath       | Nocaute (chute na cabeça)               | IFC: Warriors Challenge 9                    | 18/07/2000 | 2     | 5:39  | Friant, Califórnia            |                                           |
| Vitória | 4-1    | Paul Jones        | Nocaute Técnico (socos)                 | UFC 22: Only One Can be Champion             | 24/09/1999 | 1     | 3:53  | Lake Charles, Louisiana       |                                           |
| Vitória | 3-1    | Kenneth Williams  | Finalização (mata-leão)                 | NG 11: Neutral Grounds 11                    | 31/03/1999 | 1     | 3:10  | Los Angeles, Califórnia       |                                           |
| Derrota | 2-1    | Jeremy Horn       | Finalização (triângulo)                 | UFC 19: Ultimate Young Guns                  | 05/03/1999 | 1     | 12:00 | Bay St. Louis, Mississippi    |                                           |
| Vitória | 2-0    | José Landi-Jons   | Decisão (unânime)                       | IVC 6: The Challenge                         | 23/08/1998 | 1     | 30:00 | São Paulo                     |                                           |
| Vitória | 1-0    | Noe Hernandez     | Decisão (unânime)                       | UFC 17: Redemption                           | 15/05/1998 | 1     | 12:00 | Mobile, Alabama               |                                           |